# Andréi Snésarev
Andréi Yevguénievich Snésarev (en ruso: Андрей Евгеньевич Снесарев; 13 de diciembre de 1865, Staraya Kalitva - 4 de diciembre de 1937, Moscú) fue un lingüista ruso, orientalista y líder militar. Fue miembro de pleno derecho de la Sociedad Geográfica Rusa (desde el 11 de octubre de 1900).

## Biografía
Nacido en 1865 en el seno de una familia proveniente de un sacerdote. Se graduó en el Seminario Teológico de Vorónezh. En la familia había 8 hijos. Su tío abuelo es un conocido historiador, obispo de la iglesia ortodoxa rusa y metropolitano de Kiev y galicia, Yevgueni Boljovítinov.
Estudió en una escuela parroquial, después en la escuela secundaria Nizhne-Chirskaya, luego en la secundaria que lleva el nombre de M. I. Plátov en Novocherkask, donde se graduó en 1884. Se graduó con honores de la Facultad de Física y Matemáticas de la Universidad de Moscú en 1888. Del 17 de agosto al 1 de septiembre de 1888 fue voluntario del 1.er Regimiento de Granaderos Vitalicios de Yekaterinoslav. Se graduó de la Escuela Junker de Infantería de Moscú en 1889 y de la Academia Nikolaev del Estado Mayor en 1899, de la que se graduó en la primera categoría, recibió el rango de capitán del Estado Mayor y fue asignado al Estado Mayor.

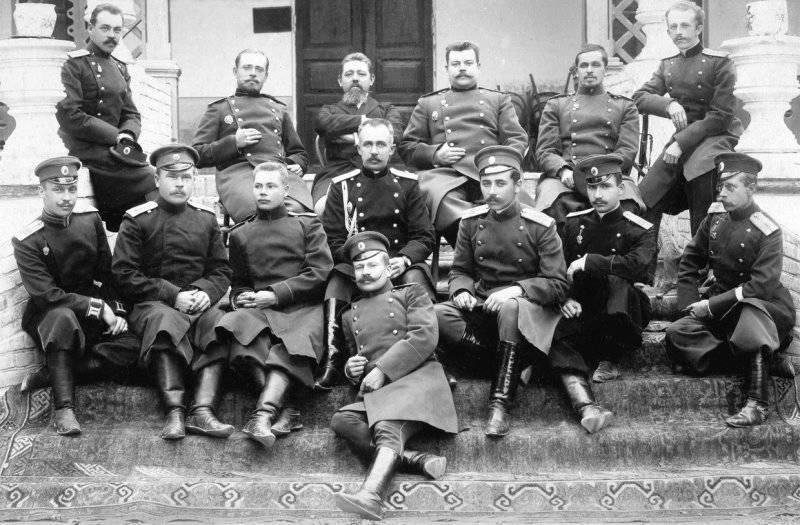
El Capitán en Jefe Snesarev (en el centro, segunda fila) con colegas en el Distrito Militar de Turkestán. Tomada aproximadamente entre 1901 y 1903

Snésarev murió el 4 de diciembre de 1937 en Moscú. Fue enterrado en el Cementerio de Vagánkovo.